# Amager Scenen
Amager Scenen var et københavnsk teater der havde hjemsted i Amager Centret. Det havde sin storhedstid under grundlæggeren Sejr Volmer-Sørensen med revyer, farcer og operetter. Trods en ændring i repertoiret i sæsonen 1997/1998, måtte teatret lukke i 1998.

## Direktører
- 1976-82 Sejr Volmer-Sørensen
- 1982-89 Jørgen Buckhøj
- 1989-97 Jan Hertz
- 1997-98 Martin Miehe-Renard

## Forestillinger

### Der er piger i luften
Premieredato: 4. marts 1976
Medvirkende: Ole Søltoft, Annie Birgit Garde, Grethe Sønck, Kjeld Nørgaard, Lotte Olsen & Lisbet Lundquist.
Instruktør: Sejr Volmer-Sørensen
Oversættelse: Mogens Brandt
Scenograf: Tom Reimer

### Revykøbing kalder
Premieredato: 16. september 1976
Medvirkende: Jørgen Buckhøj, Jytte Breuning, Ole Søltoft, Grethe Sønck, Birthe Kjær, Grethe Mogensen & Mats Bahr.
Instruktør: Sejr Volmer-Sørensen
Kapelmester: Steen Holkenov
Koreograf: Gene Nettles, Lene Løvendahl
Scenograf: Tom Reimer

### Alle elsker Millie
Premieredato: 11. november 1976
Medvirkende: Karen Lykkehus, Jørgen Buckhøj, Sejr Volmer-Sørensen, Jørgen Kiil, Valdemar Brodthagen & Lisbet Lundquist.
Instruktør: Gabriel Axel
Forfatter: John Patrick

### Lånte fjer
Premieredato: 10. februar 1977
Medvirkende: Kai Løvring, Grethe Sønck, Inger-Lise Gaarde, Grethe Mogensen, John Martinus, Lizzi Varencke, Jens Brenaa, Jørgen Kiil & Holger Vistisen.
Instruktør: Preben Kaas
Forfattere: Preben Kaas & Sejr Volmer-Sørensen, Musik: Bent Fabricius-Bjerre
Kapelmester: Steen Holkenov
Scenograf: Tom Reimer

### Såd'n er'et jo
Premieredato: 27. oktober 1977
Medvirkende: Bjørn Puggaard-Müller, Jytte Breuning, Lizzi Varencke, John Martinus, Jørgen Kiil, Grethe Mogensen, Ruddi Nyegaard, Steen Stig Lommer & Tina Holmer.
Instruktør: Sejr Volmer-Sørensen

### Amagerscenens Vinterrevy - "Op med humøret"
Premieredato: 31. december 1977
Medvirkende: Marguerite Viby, Grethe Sønck, Kai Løvring, Lizzi Varencke, Susanne Jagd, John Martinus, Sejr Volmer-Sørensen & Danny Drags.
Instruktør: Sejr Volmer-Sørensen
Kapelmester: Max Leth
Koreograf: Britt Bendixen
Scenograf: Tom Reimer

### Den lille hytte
Premieredato: ? 1978
Medvirkende: Ole Søltoft, Annie Birgit Garde, Kjeld Nørgaard & Doug Crutchfield.
Instruktør: Sejr Volmer-Sørensen
Scenograf: Tom Reimer

### Værsgo næste
Premieredato: 15. marts 1978
Medvirkende: John Martinus, Susanne Jagd, Kjeld Nørgaard & Lars Elstrøm.
Instruktør: Kai Wilton

### Ja mor - Nej mor
Premieredato: 21. september 1978
Medvirkende: Dorthe Kollo, Jørgen Buckhøj, Grethe Sønck, Ellen Winther Lembourn, Lizzi Varencke, Allan Mortensen, Bjørn Tidmand & Gyda Hansen.
Instruktør: Sejr Volmer-Sørensen
Kapelmester: Henrik Krogsgaard
Forfatter: William Douglas Home
Sangtekster: Sejr Volmer-Sørensen, Musik: Bent Fabricius-Bjerre
Koreograf: Britt Bendixen
Scenograf: Tom Reimer

### Amagerscenens Vinterrevy - "På'en igen"
Premieredato: 28. december 1978
Medvirkende: Ingeborg Brams, Grethe Sønck, Kai Løvring, Lizzi Varencke, Susanne Jagd, John Martinus, Grethe Mogensen & Danny Drags.
Instruktør: Sejr Volmer-Sørensen
Kapelmester: Henrik Krogsgaard
Koreograf: Britt Bendixen
Scenograf: Tom Reimer

### Hotel Prominent
Premieredato: ? 1979
Medvirkende: Kai Løvring, Grethe Sønck, Lizzi Varencke, Lise Schrøder, Jørgen Kiil, Flemming Krøll, Jan Zangenberg, Gyda Hansen, Else-Marie & Danny Drags.
Instruktør: Sejr Volmer-Sørensen
Kapelmester: Henrik Krogsgaard
Idé: Poul-Henrik Trampe
Sangtekster: Sejr Volmer-Sørensen, Musik: Bent Fabricius-Bjerre
Koreograf: Britt Bendixen
Scenograf: Tom Reimer

### Amagerscenens Vinterrevy - Vinterrevy 80
Premieredato: ? 1979
Medvirkende: Kai Løvring, Grethe Sønck, John Martinus, Lone Helmer, Sejr Volmer-Sørensen, Lizzi Varencke & Danny Drags.
Instruktør: Sejr Volmer-Sørensen
Kapelmester: Henrik Krogsgaard

### Mus og mænd
Premieredato: 16. marts 1980
Medvirkende: Arthur Jensen, Lars Knutzon, Tommy Kenter, John Martinus, William Kisum, Kjeld Nørgaard, Bent Warburg, Gilbert Laumond, Holger Vistisen & Anniqa Forrs.
Instruktør: Sam Besekow
Forfatter: John Steinbeck
Fortæller: Sejr Volmer-Sørensen
Mundharpe-soli: Leo Carpato
Scenograf: Tom Reimer

### Fantasticks
Premieredato: 19. september 1980
Medvirkende: Henrik Weel, Pia Jondal, Kai Løvring, Bjørn Tidmand, Tove Hauge, Jan Zangenberg & Bent Thalmay.
Instruktør: Gene Nettles
Kapelmester: Henrik Krogsgaard
Scenograf: Tom Reimer

### Amagerscenens Vinterrevy - Vinterrevy 81
Premieredato: 26. december 1980
Medvirkende: Grethe Sønck, Kai Løvring, Grethe Mogensen, John Martinus, Lizzi Varencke, Poul-Kristian Jensen & Lise Schrøder samt vokalkvartetten Hans Mosters Vovse; Allan Mortensen, Ole Rasmus Møller, Jannie Høeg & Winnie Hedegaard.
Instruktør: Sejr Volmer-Sørensen
Kapelmester: Henrik Krogsgaard

### Sidste akt
Premieredato: 13. marts 1981
Medvirkende: Karen Marie Løwert, Jytte Breuning, Vera Gebuhr, Kirsten Rolffes, Lise Schrøder, Grethe Thordal, Lizzi Varencke, Guri Richter, Gerda Gilboe, Else Petersen, Mime Fønss, Erni Arnesen, Berthe Quistgaard, Kai Løvring, Kjeld Nørgaard, Poul-Kristian Jensen, Jan Zangenberg & Johnny Rosenvold.
Instruktion: Edward Flemming
Scenograf: Tom Reimer

### Generalinden
Premieredato: ? 1981
Medvirkende: Mime Fønss, Olaf Ussing, Jørgen Buckhøj, Jan Zangenberg (overtog Jørgen Buckhøjs rolle), Grethe Mogensen, Lizzi Varencke, Henrik Weel, Miskow Markwarth & Emil Hass Christensen.
Instruktør: Edward Flemming
Scenograf: Tom Reimer
Kostumier: Kenth Fredin

### Amagerscenens Vinterrevy - Vinterrevy 82
Premieredato: 25. november 1981
Medvirkende: Grethe Sønck, Jytte Breuning, Birthe Kjær, Grethe Mogensen, Kai Løvring, Poul Kristian-Jensen, Leo Carpato & Lise Schrøder.
Instruktør: Sejr Volmer-Sørensen
Kapelmester: Henrik Krogsgaard

### Prinsen og Korpigen
Premieredato: 6. marts 1982
Medvirkende: Susanne Breuning, Jytte Breuning, Jørgen Buckhøj, Niels Martin Carlsen, Gerda Gilboe, Niels Vigild, Miskow Markwarth & Poul Kuhn
Instruktør: Sejr Volmer-Sørensen
Kapelmester: Henrik Krogsgaard
Violin: Helmer Olsen
Komponist: Bent Fabricius-Bjerre
Scenograf: Tom Reimer

### Anne Franks Dagbog
Premieredato: 10. september 1982
Medvirkende: Maria Garde, Troels ll Munk, Annie Birgit Garde, Pia Rosenbaum, Bertel Lauring, Grethe Mogensen, Anders Peter Bro, John Martinus, Lizzi Varencke & John Larsen.
Instruktør: Sam Besekow
Scenograf: Tom Reimer

### Amagerscenens Vinterrevy - Vinterrevyen 1982
(Blandt personalet kaldt "Den blå revy")
Premieredato: 26. november 1982
Medvirkende: Grethe Sønck, Kai Løvring, Birthe Kjær, Dario Campeotto, Lizzi Varencke, Jan Schou, Niels Martin Carlsen, Danny Drags & Lee Pee Ville.
Instruktør: Jørgen Buckhøj
Kapelmester: Henrik Krogsgaard

### En Cadillac i ægte Guld
Premieredato: 14. september 1983
Medvirkende: Karen Lykkehus, Louis Miehe-Renard, Jytte Breuning, Kai Løvring, Lene Poulsen, Eva Jensen, Benny Petersen, Jan-Michael Senderovitz & Troels ll Munk.
Instruktør: Hans Christian Ægidius
Oversættelse: Hans Christian Ægidius
Scenograf: Tom Reimer

### Amagerscenens Vinterrevy - Vinterrevyen 1983
Premieredato: 18. november 1983
Medvirkende: Grethe Sønck, Kai Løvring, Lone Helmer, Ole Søltoft (senere overtog Niels Martin Carlsen Oles roller), Lizzi Varencke & Jan Schou.
Instruktør: Jørgen Buckhøj
Kapelmester: Thyge Thygesen
Scenograf: Tom Reimer
Koreograf: Kerstin Anderson
Kostumier: Hanne Andreasen - Amor

### Diner i dobbeltsengen
Premieredato: 9. marts 1984
Medvirkende: Jesper Langberg, Kai Løvring, Lone Helmer, Jørgen Buckhøj, Lizzi Varencke & Tabitha Vinten.
Instruktør: Ebbe Langberg
Oversættelse: Claus Weeke
Scenograf: Tom Reimer

### Lus i skindpelsen
Premieredato: ? 1984
Medvirkende: Buster Larsen, Holger Juul Hansen, Christiane Rohde (blev senere afløst af Sonja Oppenhagen), Lizzi Varencke, Niels Martin Carlsen, Jeanne Boel & Bennedikte Hansen.
Instruktør: Johannes Marott
Scenograf: Tom Reimer

### Amagerscenens Vinterrevy - Vinterrevyen 1984
Premieredato: 27. november 1984
Medvirkende: Karen Lykkehus, Bjørn Puggaard-Müller, Grethe Sønck, Kai Løvring, Jeanne Boel, Jan Schou, Karin Jagd & Kristian Boland.
Instruktør: Jørgen Buckhøj
Kapelmester: Henrik Krogsgaard & Bodil Heister
Scenograf: Tom Reimer

### Her på øerne
Premieredato: 8. marts 1985
Medvirkende: Karen Lykkehus, Bjørn Puggaard-Müller, Grethe Sønck, Kai Løvring, Kristian Boland, Ann Hjort & Poul Thomsen.
Instruktør: Piv Bernth
Kapelmester: Henrik Krogsgaard
Forfatter: Jens Louis Petersen
Komponist: Henrik Krogsgaard
Scenograf: Jan Neergaard

### Postyr i Paris
Premieredato: ? 1985
Medvirkende: Holger Juul Hansen, Kai Løvring, Christoffer Bro, Ulla-Britta Jørgensen & Anne Fletting.
Instruktør: Ebbe Langberg
Oversættelse: Claus Weeke
Scenograf: Tom Reimer

### Amagerscenens Vinterrevy - Vinterrevyen 1985
Premieredato: ? 1985
Medvirkende: Grethe Sønck, Bjørn Puggaard-Müller, Lone Helmer, Kai Løvring, Lise-Lotte Norup, Lasse Lunderskov & Ole Rasmus Møller.
Instruktør: Jan Hertz
Kapelmester: Henrik Krogsgaard

### My fair Lady
Premieredato: ? 1986
Medvirkende: Holger Juul Hansen, Jørgen Buckhøj, Jytte Breuning, Benedikte Hansen, Elsa Kourani, Henrik Jansdorf, Lise Panduro (blev senere afløst af Birthe Backhausen), Lise-Lotte Norup, Helle Winge, Ole Rasmus Møller, Morten Lützhøft, Kari Hamnøy & Troels Kold.
Instruktør: Christoffer Bro
Kapelmester: Henrik Krogsgaard
Scenograf: Nina Schiøttz
Koreograf: Inge Juul Hansen
Kostumier: Gudrun Gottlieb & B. Korzen

### Hans op!
Premieredato: ? 1986
Medvirkende: Kai Løvring, Jørgen Buckhøj, Lizzi Varencke, Lise-Lotte Norup, Magrethe Koytu, Lasse Lunderskov & Bente Falk Sabroe Taustrup.
Instruktør: Lisbet Dahl
Scenograf: Tom Reimer
Kostumier: Lise-Lotte Frederiksen

### Piger til søs
Premieredato: 12. december 1986
Medvirkende: Kai Løvring, Dario Campeotto, Grethe Mogensen, Susanne Breuning, Bente Eskesen, Thomas Kirk, Helle Spanggaard, Torben Pedersen, Ryle Dinesen, Bente Falk Sabroe Taustrup, Grethe Søndergaard, Nellieann Crump og Hanne Magrethe Jacobsen.
Instruktør: Jan Hertz
Kapelmester: Poul Erik Christensen
Oversættelse: Knud P. Møllerich
Bearbejdelse: Jan Hertz
Scenograf: Kirsten Brink
Koreograf: Sandy Grant
Kostumier: Henrik Børgesen og Tobias Enk

### Latter-lig
Premieredato: 13. marts 1987
Medvirkende: Flemming Jensen, Ulla Jessen, Preben Borggaard og Bent Thalmay.
Instruktion: Jørgen Buckhøj
Oversættelse: Jens Louis Petersen
Scenograf: Kirsten Brink
Fægtescener: Per Møller Nielsen

### Step og stå fast
Premieredato: september 1987 (Premieren blev aflyst, da Lone Helmer brækkede armen)
Medvirkende: Lone Helmer, Bente Eskesen, Grethe Mogensen, Ulla Jessen, Karin Jagd, Kirsten Rolffes, Pierre August Miehe-Renard, Lene Maimu, Lone Lau og Nellieann Crump.
Instruktion: Jan Hertz
Kapelmester: Erik Nielsen
Scenograf: Tom Reimer
Koreograf: Nellie Crump
Kostumier: Gitte Kolvig

### Mine kone spøger
Premieredato: ? 1987
Medvirkende: Jesper Klein, Grethe Sønck, Kai Løvring, Ulla Jessen, Lise-Lotte Norup og Bente Eskesen.
Instruktion: Jørgen Buckhøj
Oversættelse: Jesper Klein
Scenograf: Bo Hedenmo
Kostumier: Henrik Børgesen

### To op - En i Mente
Premieredato: marts 1988
Medvirkende: Kai Løvring, Grethe Sønck, Søren Elung Jensen, Henrik Hartvig, Lasse Lunderskov, Ulla Jessen, Lise-Lotte Norup, Torben Pedersen og Anne Lorentzen.
Instruktion: Per Møller Nielsen
Oversættelse: Jesper Klein
Scenograf: Bo Hedenmo
Kostumier: Sanne Falk Nielsen
| Kunst og kultur | Spire Denne artikel om scenekunst og teater er en spire som bør udbygges. Du er velkommen til at hjælpe Wikipedia ved at udvide den. |

55°39′44″N 12°36′15″Ø / 55.66222°N 12.60417°Ø